# 炭水化物

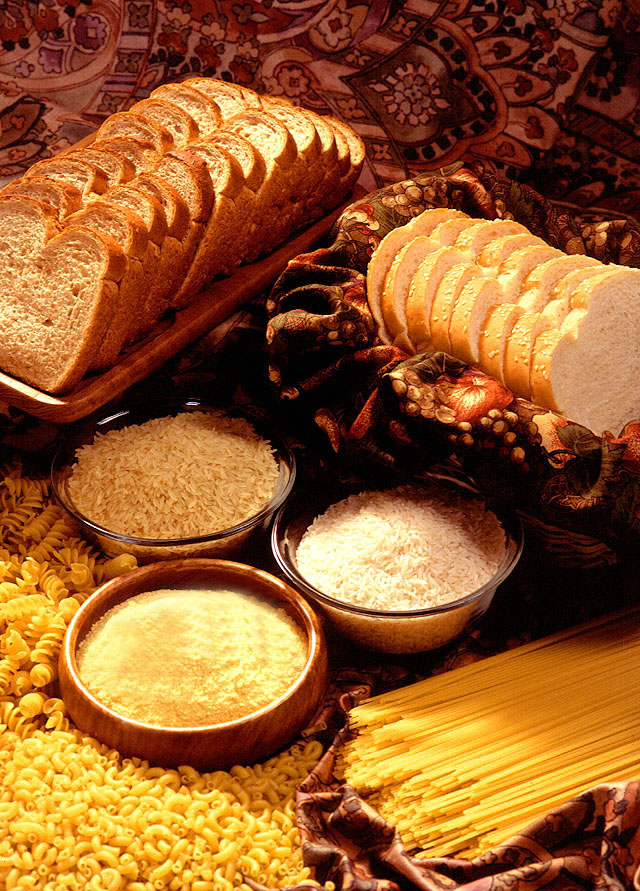
穀物製品は炭水化物を多く含んでいる。

炭水化物（たんすいかぶつ、英: carbohydrates、独: Kohlenhydrate）または糖質（とうしつ、仏: glucides、英: saccharides）は、単糖を構成成分とする有機化合物の総称である。非常に多様な種類があり、天然に存在する有機化合物の中で量が最も多い。有機栄養素のうち炭水化物、たんぱく質、脂肪は、多くの生物種で栄養素であり、「三大栄養素」とも呼ばれている。
栄養学上は炭水化物は糖質と食物繊維の総称として扱われており、消化酵素では分解できずエネルギー源にはなりにくい食物繊維を除いたものを糖質と呼んでいる。三大栄養素のひとつとして炭水化物の語を用いるときは、主に糖質を指す。
炭水化物の多くは分子式が CmH2nOn で表され、Cm(H2O)n と表すと炭素に水が結合した物質のように見えるため炭水化物と呼ばれ、かつては含水炭素とも呼ばれた。
後に定義は拡大し、炭水化物は糖およびその誘導体や縮合体の総称となり、分子式 CmH2nOn で表されない炭水化物もある。そのような例としてデオキシリボース C5H10O4 、ポリアルコール、ケトン、酸などが挙げられる。また、分子式が CmH2nOn ではあっても、ホルムアルデヒド (CH2O, m = n = 1) は炭水化物とは呼ばれない。今日では総称として糖質ないしは糖とよばれる場面の方が多くなっている。
生物に必要不可欠な物質であり、骨格形成、貯蔵、代謝等に広く用いられる。栄養学的あるいはエネルギー代謝以外の糖質の事項については（例えば、化学的、分子生物学的性質）記事 糖に詳しい。
炭水化物は主に植物の光合成でつくられる。

## 概要
1グラムにつき4キロカロリーのエネルギーがある。炭水化物は単糖類、二糖類、多糖類に分けられる。通常炭水化物は、多糖類であるデンプンを多く含んでいる。炭水化物はもっとも多く必要とされる栄養素で、日本の食生活指針で炭水化物が多く含まれる食品が主食とされる。2003年のWHO/FAOの報告では、2型糖尿病や肥満のリスクを減らすとして、食物繊維の摂取源として野菜や果物と共に全粒穀物も挙げられている。全粒穀物は血糖負荷が低く血糖値を急激に上げにくいという特徴がある。食物繊維の重要性を報告していたバーキットは、1975年にトロウェルと一緒に『精製炭水化物と病気-食物繊維の影響』を出版し、精白していない全粒穀物の重要性を訴え、以降このことは科学的研究によって追認・支持されていく。
砂糖はショ糖を主成分とする糖質の結晶である。砂糖は炭水化物以外の栄養素がほとんど含まれておらず、健康に対する悪影響を示唆する研究報告も複数行われている。そのため、21世紀初頭より砂糖の摂取制限を推進する動きが西欧諸国を中心に活発化している。2015年にWHOが発表したガイドラインでは、砂糖の摂取量の増加と肥満およびう蝕（虫歯）との関連性を指摘し、砂糖の摂取量を全摂取エネルギーの10%未満に抑えることを強く推奨している。また、更なる健康増進のために5%未満あるいは一日25g（ティースプーン6杯程度）未満に抑えることを推奨している。薬物依存症との関連から砂糖依存症に関する研究報告がされており、砂糖依存症と肥満との関連が示唆される。
果物に含まれる果糖は中性脂肪を増やす効果が高いので、生活習慣病において摂取制限が指導される場合がある。オリゴ糖などの腸内で分解されやすい糖類は、プロバイオティクスとして知られ、有用な腸内細菌を増やす作用がある。
農業社会の場合、炭水化物を供給する主食が伝統的に食生活の中で大きな役割を占めてきた。前近代においては炭水化物を供給する単一の主食に頼る食生活を送っていたが、経済成長や流通の整備などによって先進国では多種多様な食品が食卓に並ぶようになり、主食への依存は大きく減少した。一方発展途上国においてはいまだに穀物やイモ類などの主食に依存する食生活が続いているところが多い。

## 炭水化物に分類されるもの

### 栄養表示による分類
日本では、健康増進法に基づく栄養表示基準で、消費者向けに販売される食品に栄養成分を表示する際には表示方法が規定されている。「炭水化物」や「糖質」及び「食物繊維」の含有量の表示が認められている。
また、これとは別に、状況に応じ「糖類」の含有量が表記される場合がある。例えば、「シュガーレス（無糖・ノンシュガー・糖類ゼロの表示も同じ意味）」「低糖・従来比糖類○○%カット」などの表記をする場合に用いられることがある。
分類は下記の通りとなる。
- 炭水化物[注釈 2]
  - 糖質（食物繊維ではない炭水化物[注釈 3]）
    - 糖類（単糖類又は二糖類であって、糖アルコールでないもの）
    - そのほか（デンプンなど）

  - 食物繊維

例えば、ある食品の栄養成分表示に、炭水化物、糖質、食物繊維、糖類の含有量の記載があれば、糖質と食物繊維の量は炭水化物の量の内数であり、更に糖類の量は糖質の量の内数である。

### 化学的分類
より厳密には、炭水化物とは以下を包括する一般名称である。
- 糖 – アルデヒド基またはケトン基を持つ多価アルコール（カルボニル基を持つ多価アルコール）
  - 単糖（類）[1]
  - 少糖（類） – 単糖が2個〜10個程度が縮合したもの。オリゴ糖（類）ともいう[1]。単糖の結合した数により、特に二糖、三糖などという場合もある。
  - 多糖（類） – 単糖がオリゴ糖以上に結合したもの[1]。このうち、構成する糖が1種類のものはホモ多糖、2種類以上のものはヘテロ多糖と言う[1]。また、炭水化物がタンパク質や脂質と共有結合で化合したものは複合糖質と呼ばれる[1]。
- 糖の誘導体

構成炭素数でも分類される。
- トリオース C3
- テトロース C4
- ペントース C5
- ヘキソース C6

これらが持つ塩基により、アルデヒド基を持つアルドースと、ケトン基を持つケトースに分類される。アルデヒド基やケトン基がヒドロキシル基と結びついて環状の構造を作ると、その型から五員環（フラノース）と六員環（ピラノース）にも分けられる。
不斉炭素の立体配置からは、D系列とL系列にも区分される。環状構造を持つとこれが別の不斉を生じ、α-アノマーとβ-アノマーにも分けることができる。

## 炭水化物の生理作用
人体が炭水化物を摂取すると、デンプンの場合唾液で加水分解され、胃液や膵液で二糖類のマルトースまで分解され、最終的に小腸の上皮細胞に存在するマルターゼ、スクラーゼ、イソマルターゼ、ラクターゼ、トレハラーゼなどの二糖類水解酵素により単糖類のグルコース、フルクトース、ガラクトースなどにまで分解されて初めて腸管からの吸収を可能とする。これは脂質が脂肪酸やモノグリセリド、タンパク質がアミノ酸、核酸が塩基や糖にまで分解されるのと同じであり、これら吸収される状態の物質は最終分解産物と呼ばれる。水に不溶性の脂質系最終分解産物と異なり、ミセルなどを作らず吸収されるとそのまま門脈血の中に溶け込む。
体内における糖質の主な働きは細胞においてエネルギー源となる事である。血液中に溶けたグルコースは血糖と呼ばれ、細胞に適宜取り込まれると内呼吸（好気呼吸）もしくは嫌気呼吸によって各種生体活動のエネルギー源となるATPを合成する。
エネルギー源として重要であるグルコースは、ホメオスタシスによって体内濃度が調整される。上昇すると膵臓のβ細胞からインスリンが分泌され肝臓や細胞が取り込む動きを活発にしたり、グリコーゲンや脂肪への変換を促す。逆に低下すると膵臓のα細胞からグルカゴン、副腎皮質のクロマフィン細胞からカテコールアミンが分泌され、細胞中のグリコーゲンが分解して血糖値が上がる。
グルコースは植物ではデンプンとして体内に蓄えられる。植物の体はセルロースという多糖によって構成されている。セルロースはデンプンと同じグルコースの多量体であるが、結合様式が異なるため、化学的に極めて強靭な構造を持つ。セルロースは細胞壁の主成分として活用されている。
また、細胞の表層には、糖鎖と呼ばれる糖の多量体が結合している。これはタンパク質に対する受容体ほど強くは無いものの、生体内である種の「標識」としてはたらいている。

## 食事摂取基準
人間が1日に必要とする炭水化物は総エネルギー必要量の50%から70%を目標にすべきとされる。
脳の代謝を考慮するとグルコースとなる炭水化物の最低必要量は100g/日と推定されるが、これ以下の摂取であっても肝臓における糖新生によりグルコースが供給される場合がある。
食物繊維の望ましい摂取量は、成人男性で19g/日以上、成人女性で17g/日以上である。
またWHO/FAOの2003年のレポートで、砂糖は総エネルギー必要量の10%未満にすべきだと勧告されている。
|             | 標準男性 | 標準男性 | 標準男性 | 標準女性 | 標準女性 | 標準女性 |
| ----------- | -------- | -------- | -------- | -------- | -------- | -------- |
| 生活強度    | 低い     | 普通     | 高い     | 低い     | 普通     | 高い     |
| 18-29（歳） | 288-400g | 331-464g | 381-534g | 219-306g | 256-359g | 294-411g |
| 70以上(歳)  | 200-280g | 231-324g | 263-368g | 169-237g | 194-271g | 219-306g |

一日のエネルギー必要量は、男性では2660(kcal)、女性では1995(kcal)であり、炭水化物のエネルギー量は4 kcal/gであり、仮に60%の値を当てはめると、以下のとおりとなる。
- 男性では、2660 kcal/日 x 0.6 / 4 kcal/g =400 g/日（白米3.3合/日に相当）
- 女性では、1995 kcal/日 x 0.6 / 4 kcal/g =300 g/日（白米2.5合/日に相当）

日本における標準的な一日あたりの基礎代謝量（男子:1450 kcal : 女子： 1210kcal）に白米を主食として当てはめると100g辺り358kcalで80ｇが炭水化物なので、人間が1日に必要とする炭水化物は総エネルギー必要量の60%を目標にされており、以下のとおりとなる。
- 男性では、1450 kcal x 0.6 = 870kcal
  - 白米 ( 870kcal / 358kcal ) x 100g = 243g
  - 白米の炭水化物 ( 870kcal / 358kcal ) x 80g = 194g
- 女性では、1210 kcal x 0.6 = 726kcal
  - 白米 ( 726kcal / 358kcal ) x 100g = 203g
  - 白米の炭水化物 (726kcal / 358kcal ) x 80g = 162g

- 日本における1日に必要とする炭水化物の摂取基準をもとにした白米の量 : 男子:243g : 女子： 203g

|                                                   | 標準男性     | 標準男性      | 標準男性      | 標準女性     | 標準女性      | 標準女性      |
| ------------------------------------------------- | ------------ | ------------- | ------------- | ------------ | ------------- | ------------- |
| 生活強度                                          | 低い         | 普通          | 高い          | 低い         | 普通          | 高い          |
| 炭水化物の摂取エネルギー（総摂取エネルギーの60%） | 978-1170kcal | 1170-1360kcal | 1360-1560kcal | 834-1002kcal | 1002-1170kcal | 1170-1338kcal |
| 白米の量                                          | 273-326g     | 326-382g      | 382-436g      | 233-280g     | 280-326g      | 326-373g      |
| 白米の炭水化物の量                                | 218-261g     | 261-306g      | 306-348g      | 186-306g     | 224-261g      | 261-298g      |
| 白米の食物繊維                                    | 1.9-2.3g     | 2.3-2.8g      | 2.8-3.1g      | 1.6-2.0g     | 2.0-2.3g      | 2.3-2.6g      |

日常の生活強度に合った食事をする必要がある。目安は、
- 総エネルギー量(kcal)＝ 標準体重(kg) × 生活活動強度指数(kcal)
  - 生活活動強度指数
    - 軽労働（主婦・デスクワーク）:25-30 kcal
    - 中労働（製造・販売業・飲食店）:30-35 kcal
    - 重労働（建築業・農業・漁業）:35-40 kcal

- 標準体重(kg) = 身長(m) × 身長(m) × 22（BMI）

| 国名 | 男子      | 女子      | 年令範囲 | 調査年 |
| ---- | --------- | --------- | -------- | ------ |
| 日本 | 171.82 cm | 158.84 cm | 20-24    | 2010   |

厚生労働省による栄養素配分の適正は、以下のとおりとなる。
- 炭水化物：総エネルギー必要量の60%
- 食物繊維：25ｇ以上